# Long Distance Call
"Long Distance Call" is een aflevering van de Amerikaanse televisieserie The Twilight Zone.

## Plot

### Opening
As must be obvious, this is a house hovered over by Mr. Death, that omnipresent player to the third and final act of every life. And it's been said, and probably rightfully so, that what follows this life is one of the unfathomable mysteries; an area of darkness which we the living reserve for the dead, or so it is said. For in a moment, a child will try to cross that bridge which separates light and shadow- and, of course, he must take the only known route, that indistinct highway through the region we call the Twilight Zone.
— Rod Serling

### Verhaal
Billy Bayles kan via de speelgoedtelefoon die hij van zijn recentelijk overleden oma heeft gekregen contact met haar houden in het hiernamaals. Op een bepaald moment rent Billy naar buiten en gooit zichzelf voor een auto. De automobilist kan Billy nog maar net ontwijken en verklaart later dat Billy beweerde dat iemand hem de opdracht had gegeven zelfmoord te plegen.
Billy’s gedrag maakt zijn moeder steeds ongeruster. Uiteindelijk rukt ze de speelgoedtelefoon uit zijn handen en tot haar verbazing hoort ze inderdaad haar schoonmoeder aan de andere kant van de lijn. Billy’s vader denkt nog altijd dat Billy gewoon een rijke fantasie heeft. Dit verandert wanneer Billy probeert zichzelf te verdrinken. Hoewel hij wordt gevonden, hebben de dokters weinig hoop dat hij het zal halen. Billy’s vader haast zich naar de telefoon en smeekt zijn moeder om Billy nog een kans te geven. Nauwelijks is hij uitgesproken, of Billy komt weer bij bewustzijn.

### Slot
A toy telephone, an act of faith, a set of improbable circumstances, all combine to probe a mystery, to fathom a depth, to send a facet of light into a dark after-region—to be believed or disbelieved depending on your frame of reference. A fact or a fantasy, a substance or a shadow, but all of it very much a part of the Twilight Zone.
— Rod Serling

## Rolverdeling
- Philip Abbott - Chris Bayles
- Lili Darvas - Oma Bayles
- Patricia Smith - Sylvia Bayles
- Bill Mumy - Billy Bayles
- Jenny Maxwell - Shirley
- Reid Hammond - Mr. Peterson
- Henry Hunter - Dr. Unger
- Lew Brown - brandweerman
- Jutta Parr - verpleegster
- Robert McCord - reddingswerker
- James Turley - reddingswerker

## Achtergrond
- Dit was een van de afleveringen van seizoen 2 die wegens budgetgebrek opgenomen werd op 16mm-film.
- Bill Mumy is vooral bekend van een latere rol in Twilight Zone, als Anthony in de aflevering It's a Good Life.
- De aflevering Night Call uit het vijfde seizoen draait ook om een telefoontje uit het hiernamaals. Schrijver Richard Matheson baseerde die aflevering op een kort verhaal van zichzelf dat ook de titel "Long Distance Call" droeg.
- De speelgoedtelefoon uit deze aflevering is te zien in de attractie The Twilight Zone Tower of Terror met als bijschrift: "PERFECT FOR THE CHILDREN'S ROOM AND THOSE LATE NIGHT CALLS FROM GRANDMA"